# Olympische Winterspiele 1992/Skispringen
Bei den XVI. Olympischen Spielen 1992 in Albertville fanden drei Wettbewerbe im Skispringen statt. Austragungsort war die Schanzenanlage Tremplin du Praz in Courchevel.

## Bilanz

### Medaillenspiegel
| Platz  | Land             | Gold | Silber | Bronze | Gesamt |
| ------ | ---------------- | ---- | ------ | ------ | ------ |
| 1      | Finnland         | 2    | –      | 1      | 3      |
| 2      | Österreich       | 1    | 3      | 1      | 5      |
| 3      | Tschechoslowakei | –    | –      | 1      | 1      |
| Gesamt | Gesamt           | 3    | 3      | 3      | 9      |

### Medaillengewinner
| Disziplin     | Gold                                                                  | Silber                                                               | Bronze                                                               |
| ------------- | --------------------------------------------------------------------- | -------------------------------------------------------------------- | -------------------------------------------------------------------- |
| Normalschanze | Ernst Vettori (AUT)                                                   | Martin Höllwarth (AUT)                                               | Toni Nieminen (FIN)                                                  |
| Großschanze   | Toni Nieminen (FIN)                                                   | Martin Höllwarth (AUT)                                               | Heinz Kuttin (AUT)                                                   |
| Mannschaft    | FinnlandRisto Laakkonen Mika Laitinen Toni Nieminen Ari-Pekka Nikkola | ÖsterreichAndreas Felder Martin Höllwarth Heinz Kuttin Ernst Vettori | TschechoslowakeiTomáš Goder František Jež Jiří Parma Jaroslav Sakala |

## Ergebnisse

### Normalschanze
| Platz | Land             | Athlet              | Weiten (m)  | Punkte |
| ----- | ---------------- | ------------------- | ----------- | ------ |
| 1     | Österreich       | Ernst Vettori       | 88,0 / 87,5 | 222,8  |
| 2     | Österreich       | Martin Höllwarth    | 90,5 / 83,0 | 218,1  |
| 3     | Finnland         | Toni Nieminen       | 88,0 / 84,5 | 217,0  |
| 4     | Österreich       | Heinz Kuttin        | 85,5 / 86,0 | 214,4  |
| 5     | Finnland         | Mika Laitinen       | 85,5 / 85,5 | 213,6  |
| 6     | Österreich       | Andreas Felder      | 87,0 / 83,0 | 213,5  |
| 7     | Deutschland      | Heiko Hunger        | 87,0 / 84,0 | 211,6  |
| 8     | Frankreich       | Didier Mollard      | 84,5 / 85,0 | 209,7  |
| 9     | Deutschland      | Jens Weißflog       | 84,0 / 83,5 | 208,5  |
| 10    | Tschechoslowakei | Jiří Parma          | 87,0 / 82,0 | 207,9  |
| 11    | Vereintes Team   | Michail Jessin      | 85,5 / 81,5 | 204,7  |
| 12    | Slowenien        | Samo Gostiša        | 84,0 / 84,0 | 201,8  |
| 13    | USA              | Jim Holland         | 85,0 / 81,0 | 201,1  |
| 14    | Japan            | Masahiko Harada     | 83,5 / 84,0 | 201,0  |
| 15    | Tschechoslowakei | Jaroslav Sakala     | 83,5 / 82,0 | 200,8  |
| 16    | Finnland         | Risto Laakkonen     | 85,5 / 79,0 | 200,7  |
| 17    | Schweden         | Mikael Martinsson   | 82,0 / 82,0 | 199,9  |
| 18    | Slowenien        | Matjaž Zupan        | 82,5 / 83,0 | 197,3  |
| 19    | Frankreich       | Nicolas Jean-Prost  | 81,0 / 81,0 | 195,7  |
| 20    | Schweiz          | Stephan Zünd        | 83,0 / 80,0 | 194,8  |
| 21    | Slowenien        | Franci Petek        | 79,5 / 83,0 | 193,5  |
| 22    | Italien          | Ivan Lunardi        | 86,0 / 78,5 | 193,2  |
| 23    | Tschechoslowakei | František Jež       | 82,0 / 80,0 | 192,7  |
| 24    | Schweiz          | Sylvain Freiholz    | 83,0 / 81,5 | 191,2  |
| 25    | Vereintes Team   | Dionis Vodnev       | 79,5 / 84,0 | 191,1  |
| 26    | Slowenien        | Primož Kopač        | 82,0 / 79,0 | 189,6  |
| 27    | Deutschland      | Dieter Thoma        | 88,0 / 87,5 | 189,4  |
| 28    | USA              | Ted Langlois        | 80,0 / 83,0 | 188,8  |
| 28    | Japan            | Jirō Kamiharako     | 80,0 / 80,5 | 188,8  |
| 28    | Schweden         | Magnus Westman      | 81,5 / 79,0 | 188,8  |
| 31    | Japan            | Noriaki Kasai       | 77,5 / 83,5 | 187,1  |
| 32    | Frankreich       | Steve Delaup        | 78,5 / 79,5 | 186,8  |
| 32    | Vereintes Team   | Andrei Werweikin    | 80,0 / 80,5 | 186,8  |
| 34    | Deutschland      | Jens Deimel         | 88,0 / 87,5 | 186,4  |
| 35    | Norwegen         | Øyvind Berg         | 78,5 / 81,5 | 186,0  |
| 35    | Schweden         | Staffan Tällberg    | 80,0 / 80,0 | 186,0  |
| 37    | Italien          | Roberto Cecon       | 80,5 / 79,5 | 186,4  |
| 38    | USA              | Bryan Sanders       | 83,5 / 77,0 | 184,8  |
| 39    | Japan            | Kenji Suda          | 80,0 / 79,5 | 184,7  |
| 40    | Bulgarien        | Emil Sografski      | 80,5 / 77,5 | 183,3  |
| 41    | Schweiz          | Martin Trunz        | 80,0 / 80,5 | 182,8  |
| 42    | Kanada           | Horst Bulau         | 80,5 / 78,5 | 181,4  |
| 43    | Frankreich       | Jérôme Gay          | 79,5 / 79,5 | 180,9  |
| 44    | Schweiz          | Markus Gähler       | 80,5 / 79,0 | 180,2  |
| 45    | Norwegen         | Lasse Ottesen       | 86,5 / 72,5 | 179,4  |
| 46    | Kanada           | Ron Richards        | 79,0 / 77,0 | 176,1  |
| 47    | Schweden         | Jan Boklöv          | 77,5 / 80,0 | 175,5  |
| 48    | Tschechoslowakei | Tomáš Goder         | 76,5 / 79,0 | 175,3  |
| 49    | Norwegen         | Magne Johansen      | 77,0 / 78,5 | 174,3  |
| 50    | Bulgarien        | Wladimir Brejtschew | 78,5 / 77,5 | 172,6  |
| 51    | USA              | Robert Holme        | 77,0 / 78,5 | 171,3  |
| 52    | Italien          | Ivo Pertile         | 76,0 / 76,0 | 169,7  |
| 53    | Finnland         | Ari-Pekka Nikkola   | 76,0 / 74,5 | 162,8  |
| 54    | Vereintes Team   | Juri Dudarew        | 76,5 / 73,5 | 162,5  |
| 55    | Kanada           | Kirk Allen          | 74,0 / 76,0 | 162,0  |
| 56    | Bulgarien        | Sachari Sotirow     | 74,0 / 75,5 | 157,2  |
| 57    | Rumänien         | Virgil Neagoe       | 73,5 / 72,0 | 143,8  |
| 58    | Norwegen         | Espen Bredesen      | 73,5 / 65,0 | 127,1  |

Datum: 9. Februar 1992, 13:30 Uhr (1. Durchgang) / 15:00 Uhr (2. Durchgang)
Tremplin du Praz, Courchevel; K-Punkt: 90 m
58 Teilnehmer aus 16 Ländern, alle in der Wertung.
Bester Springer des Wettbewerbs in der klassischen Parallelsprungtechnik wurde Mika Laitinen. Die deutschen Springer Heiko Hunger und Jens Weißflog sprangen ebenfalls noch mit paralleler Skiführung.

### Großschanze
| Platz | Land             | Athlet              | Weiten (m)    | Punkte |
| ----- | ---------------- | ------------------- | ------------- | ------ |
| 1     | Finnland         | Toni Nieminen       | 122,0 / 123,0 | 239,5  |
| 2     | Österreich       | Martin Höllwarth    | 120,5 / 116,5 | 227,3  |
| 3     | Österreich       | Heinz Kuttin        | 117,5 / 112,0 | 214,8  |
| 4     | Japan            | Masahiko Harada     | 113,5 / 116,0 | 211,3  |
| 5     | Tschechoslowakei | Jiří Parma          | 111,5 / 108,5 | 198,0  |
| 6     | Frankreich       | Steve Delaup        | 106,0 / 105,5 | 185,6  |
| 7     | Italien          | Ivan Lunardi        | 110,5 / 102,5 | 185,2  |
| 8     | Slowenien        | Franci Petek        | 107,0 / 099,5 | 177,1  |
| 9     | Österreich       | Andreas Felder      | 105,0 / 103,5 | 176,9  |
| 10    | Vereintes Team   | Michail Jessin      | 108,0 / 099,5 | 176,5  |
| 11    | Deutschland      | Christof Duffner    | 112,0 / 100,0 | 176,3  |
| 12    | USA              | Jim Holland         | 105,0 / 101,5 | 175,1  |
| 13    | Tschechoslowakei | František Jež       | 105,0 / 099,5 | 171,3  |
| 14    | Schweiz          | Sylvain Freiholz    | 099,0 / 108,5 | 171,0  |
| 15    | Österreich       | Ernst Vettori       | 101,5 / 104,5 | 170,9  |
| 16    | Schweden         | Mikael Martinsson   | 104,0 / 098,5 | 168,5  |
| 17    | Japan            | Kenji Suda          | 106,5 / 097,5 | 168,1  |
| 18    | Norwegen         | Magne Johansen      | 100,0 / 104,5 | 166,3  |
| 19    | Finnland         | Mika Laitinen       | 109,5 / 095,5 | 166,3  |
| 20    | Tschechoslowakei | Tomáš Goder         | 106,5 / 095,5 | 164,8  |
| 21    | Finnland         | Risto Laakkonen     | 102,0 / 098,5 | 164,2  |
| 22    | Slowenien        | Samo Gostiša        | 097,5 / 103,5 | 158,9  |
| 22    | Schweiz          | Stephan Zünd        | 104,0 / 094,5 | 158,9  |
| 24    | Vereintes Team   | Dionis Vodnev       | 101,5 / 095,5 | 156,3  |
| 25    | Japan            | Jirō Kamiharako     | 100,0 / 097,5 | 155,5  |
| 26    | Japan            | Noriaki Kasai       | 101,5 / 094,5 | 154,4  |
| 27    | Slowenien        | Matjaž Zupan        | 101,5 / 096,0 | 154,0  |
| 27    | Schweden         | Staffan Tällberg    | 101,5 / 093,5 | 154,0  |
| 29    | Vereintes Team   | Andrei Werweikin    | 099,0 / 095,5 | 151,8  |
| 30    | Finnland         | Ari-Pekka Nikkola   | 099,0 / 094,5 | 149,4  |
| 31    | Schweiz          | Martin Trunz        | 105,0 / 088,5 | 147,4  |
| 32    | Italien          | Roberto Cecon       | 095,0 / 098,5 | 141,9  |
| 33    | Deutschland      | Jens Weißflog       | 090,0 / 099,5 | 141,3  |
| 34    | Norwegen         | Øyvind Berg         | 096,5 / 092,5 | 140,6  |
| 35    | Schweiz          | Markus Gähler       | 100,0 / 090,5 | 138,7  |
| 36    | USA              | Bryan Sanders       | 090,5 / 098,5 | 137,1  |
| 36    | USA              | Robert Holme        | 096,5 / 092,5 | 137,1  |
| 38    | Italien          | Ivo Pertile         | 095,5 / 090,0 | 133,2  |
| 39    | Deutschland      | Dieter Thoma        | 096,0 / 093,0 | 132,6  |
| 40    | Frankreich       | Didier Mollard      | 104,5 / 081,0 | 132,2  |
| 41    | Tschechoslowakei | Jaroslav Sakala     | 103,0 / 083,0 | 131,4  |
| 42    | Slowenien        | Damjan Fras         | 101,5 / 084,0 | 130,2  |
| 43    | Kanada           | Ron Richards        | 094,5 / 088,5 | 128,7  |
| 44    | Schweden         | Magnus Westman      | 096,0 / 087,5 | 127,9  |
| 45    | Norwegen         | Lasse Ottesen       | 092,0 / 092,5 | 126,8  |
| 46    | Bulgarien        | Wladimir Brejtschew | 091,0 / 093,5 | 126,3  |
| 47    | Vereintes Team   | Juri Dudarew        | 092,0 / 086,5 | 120,9  |
| 48    | USA              | Ted Langlois        | 088,0 / 090,5 | 118,4  |
| 49    | Polen            | Zbigniew Klimowski  | 087,5 / 091,0 | 117,9  |
| 50    | Schweden         | Per-Inge Tällberg   | 091,5 / 080,0 | 106,1  |
| 51    | Frankreich       | Nicolas Jean-Prost  | 092,5 / 078,0 | 104,7  |
| 52    | Kanada           | Horst Bulau         | 087,0 / 078,5 | 097,7  |
| 53    | Kanada           | Kirk Allen          | 088,0 / 079,0 | 093,8  |
| 54    | Frankreich       | Jérôme Gay          | 070,0 / 097,5 | 093,5  |
| 55    | Bulgarien        | Sachari Sotirow     | 080,0 / 087,0 | 092,3  |
| 56    | Bulgarien        | Emil Sografski      | 077,5 / 083,5 | 082,4  |
| 57    | Norwegen         | Espen Bredesen      | 083,5 / 075,5 | 074,1  |
| 58    | Rumänien         | Virgil Neagoe       | 076,0 / 078,0 | 064,1  |
| 59    | Deutschland      | Heiko Hunger        | 072,0 / DNS   | 0−2,2  |

Datum: 16. Februar 1992, 14:00 Uhr (1. Durchgang) / 15:30 Uhr (2. Durchgang)
Tremplin du Praz, Courchevel; K-Punkt: 120 m
59 Teilnehmer aus 17 Ländern, alle in der Wertung.

### Mannschaftsspringen
| Platz | Land             | Athleten                                                      | Weiten (m)                                              | Punkte |
| ----- | ---------------- | ------------------------------------------------------------- | ------------------------------------------------------- | ------ |
| 1     | Finnland         | Ari-Pekka Nikkola Mika Laitinen Risto Laakkonen Toni Nieminen | 116,5 / 108,5 110,0 / 106,0 111,0 / 110,0 123,0 / 122,0 | 644,4  |
| 2     | Österreich       | Ernst Vettori Heinz Kuttin Martin Höllwarth Andreas Felder    | 114,5 / 112,5 113,5 / 110,5 123,5 / 117,5 115,0 / 109,5 | 642,9  |
| 3     | Tschechoslowakei | Tomáš Goder František Jež Jaroslav Sakala Jiří Parma          | 117,0 / 110,0 113,5 / 104,5 113,0 / 102,0 118,5 / 115,5 | 620,1  |
| 4     | Japan            | Jirō Kamiharako Masahiko Harada Noriaki Kasai Kenji Suda      | 107,0 / 108,0 117,5 / 109,5 106,0 / 097,5 109,0 / 107,5 | 571,0  |
| 5     | Deutschland      | Heiko Hunger Dieter Thoma Christof Duffner Jens Weißflog      | 105,5 / 106,5 109,0 / 104,5 101,5 / 092,5 107,0 / 104,0 | 544,6  |
| 6     | Slowenien        | Primož Kopač Matjaž Zupan Franci Petek Samo Gostiša           | 098,0 / 097,0 099,5 / 108,0 109,5 / 103,0 110,0 / 108,5 | 543,3  |
| 7     | Norwegen         | Rune Olijnyk Magne Johansen Lasse Ottesen Espen Bredesen      | 105,0 / 100,0 105,5 / 101,0 104,0 / 095,0 116,0 / 107,5 | 538,0  |
| 8     | Schweiz          | Markus Gähler Martin Trunz Sylvain Freiholz Stephan Zünd      | 109,0 / 105,5 100,5 / 098,0 107,0 / 102,5 107,5 / 107,0 | 537,9  |
| 9     | Schweden         | Magnus Westman Jan Boklöv Staffan Tällberg Mikael Martinsson  | 107,0 / 103,5 107,0 / 093,5 097,5 / 090,5 108,5 / 104,5 | 515,1  |
| 10    | Frankreich       | Steve Delaup Nicolas Jean-Prost Didier Mollard Jérôme Gay     | 103,5 / 099,0 102,0 / 101,0 104,0 / 101,5 104,0 / 102,0 | 510,9  |
| 11    | Vereintes Team   | Juri Dudarew Dionis Vodnev Michail Jessin Andrei Werweikin    | 089,0 / 085,5 105,5 / 094,0 109,5 / 108,0 101,5 / 097,0 | 503,4  |
| 12    | USA              | Robert Holme Ted Langlois Bryan Sanders Jim Holland           | 099,0 / 096,5 102,0 / 100,5 100,0 / 095,5 103,5 / 101,0 | 472,4  |
| 13    | Italien          | Ivo Pertile Roberto Cecon Ivan Lunardi                        | 100,0 / 095,5 116,5 / 096,0 098,0 / 097,0               | 452,2  |
| 14    | Kanada           | Kirk Allen Ron Richards Horst Bulau                           | 085,0 / 079,0 092,0 / 093,5 092,5 / 088,0               | 337,0  |

Datum: 16. Februar 1992, 13:30 Uhr (1. Durchgang) / 15:30 Uhr (2. Durchgang)
Tremplin du Praz, Courchevel; K-Punkt: 120 m
14 Mannschaften am Start. Gewertet wurden die jeweils drei besten Sprünge eines Durchgangs.